# Dipoides
Dipoides — вимерлий рід бобрових гризунів.
Діпоїди були приблизно з дві третини розміру сучасних канадських бобрів. Там, де у сучасних бобрів зуби мають квадратну долотоподібну форму, зуби Dipoides були заокругленими. Однак розкопки місця, яке колись було болотом на острові Елсмір, показали ознаки того, що вони харчувалися корою та молодими деревами, як сучасні бобри. Розкопки, здається, показали, що, як і сучасні бобри, Dipoides загороджував потоки. Інші дослідження показують, що будівництво гребель Dipoides почалося як побічний ефект споживання деревини та кори, і було спеціалізацією, яка розвинулася для виживання в холодну погоду через охолодження землі протягом пізнього неогенового періоду.
Наталія Рибчинська з Канадського музею природи проаналізувала зуби та деревну стружку сучасних бобрів і Dipoides. Вона дійшла висновку, що всі вони використовували лише один із своїх зубів за раз, коли рубали дерева. Вона дійшла висновку, що квадратні зуби сучасних бобрів вимагають вдвічі менше укусів, ніж менш розвинені круглі зуби Dipoides. Рибчинська стверджує, що їдіння кори та будівництво гребель навряд чи еволюціонувало двічі, тому сучасні бобри та Dipoides мали спільного предка, що харчувався деревиною, 24 мільйони років тому.